# Вяймела
Вя́ймела (эст. Väimela) — посёлок в волости Выру уезда Вырумаа, на юго-востоке Эстонии. 

## География и описание
Расположен в 5 км от уездного центра — города Выру. Высота над уровнем моря — 84 метра.
Климат умеренный. Официальный язык — эстонский. Почтовые индексы — 65566, 65570 (до востребования).

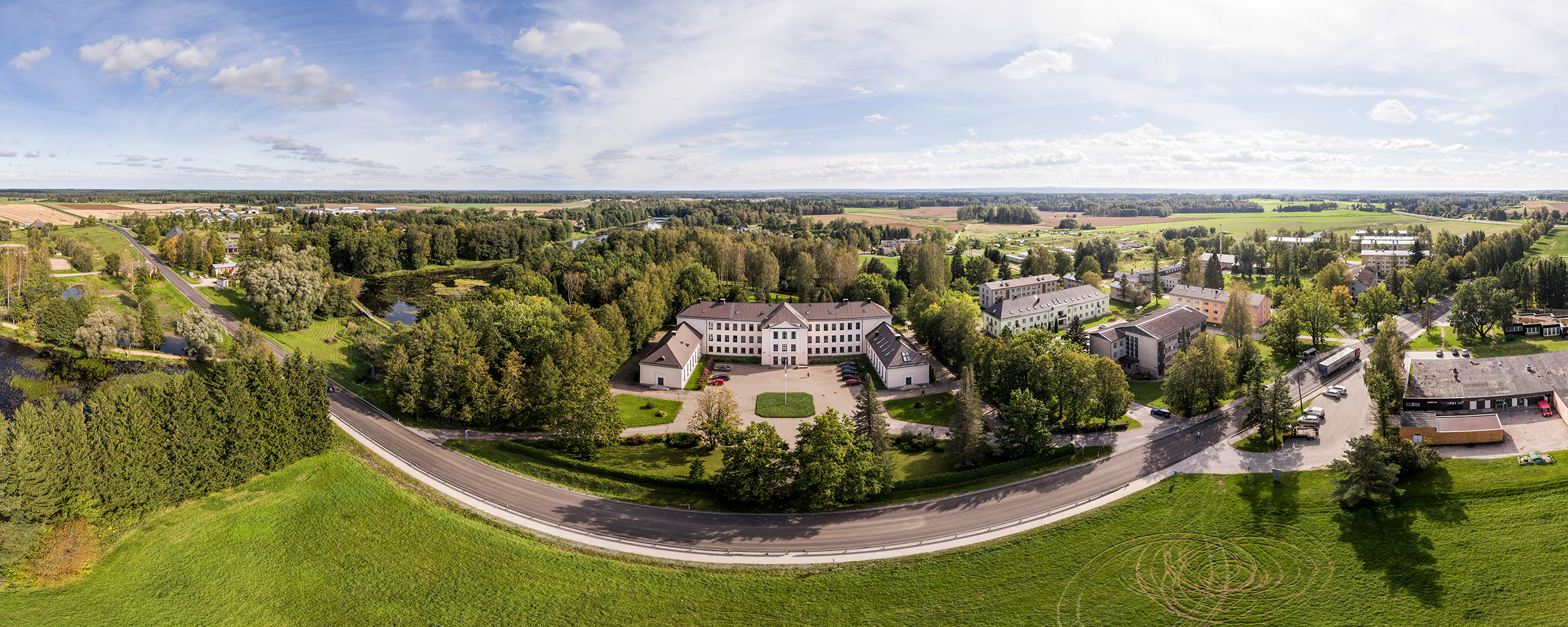
Вид на посёлок Вяймела и здания Вырумааского центра профессионального образования

## Население
По данным переписи населения 2021 года, в Вяймела проживал 621 человек, из них 594 (95,8 %) — эстонцы.
Численность населения посёлка Вяймела по данным переписей населения:
| Год  | 1959 | 1970  | 1979   | 1989   | 2000  | 2011  | 2021  |
| ---- | ---- | ----- | ------ | ------ | ----- | ----- | ----- |
| Чел. | 461  | ↗ 776 | ↗ 1126 | ↘ 1005 | ↘ 824 | ↘ 734 | ↘ 621 |

## История
Впервые упоминается в 1403 году (Veymel). В источниках 1418 года упоминается Waimel, 1627 года — Weimel, Weimels (мыза), 1638 года — Waymel Moysa, 1757 года — Waimel, Waimer, 1766 года — Groß Waimera Wald (лес), 1782 года — Wäimara Mois (мыза). 
Статус посёлка Вяймела получил в 1977 году.

## Культура и образование
- Вырумааский центр профессионального образования

## Достопримечательности
- Альт-Ваймель (мыза Вяймела)

## Комментарии
1. ↑  Эстонские топонимы, оканчивающиеся на -а, не склоняются и не имеют женского рода (исключение — Нарва)[8].